# Wilhelm Krull

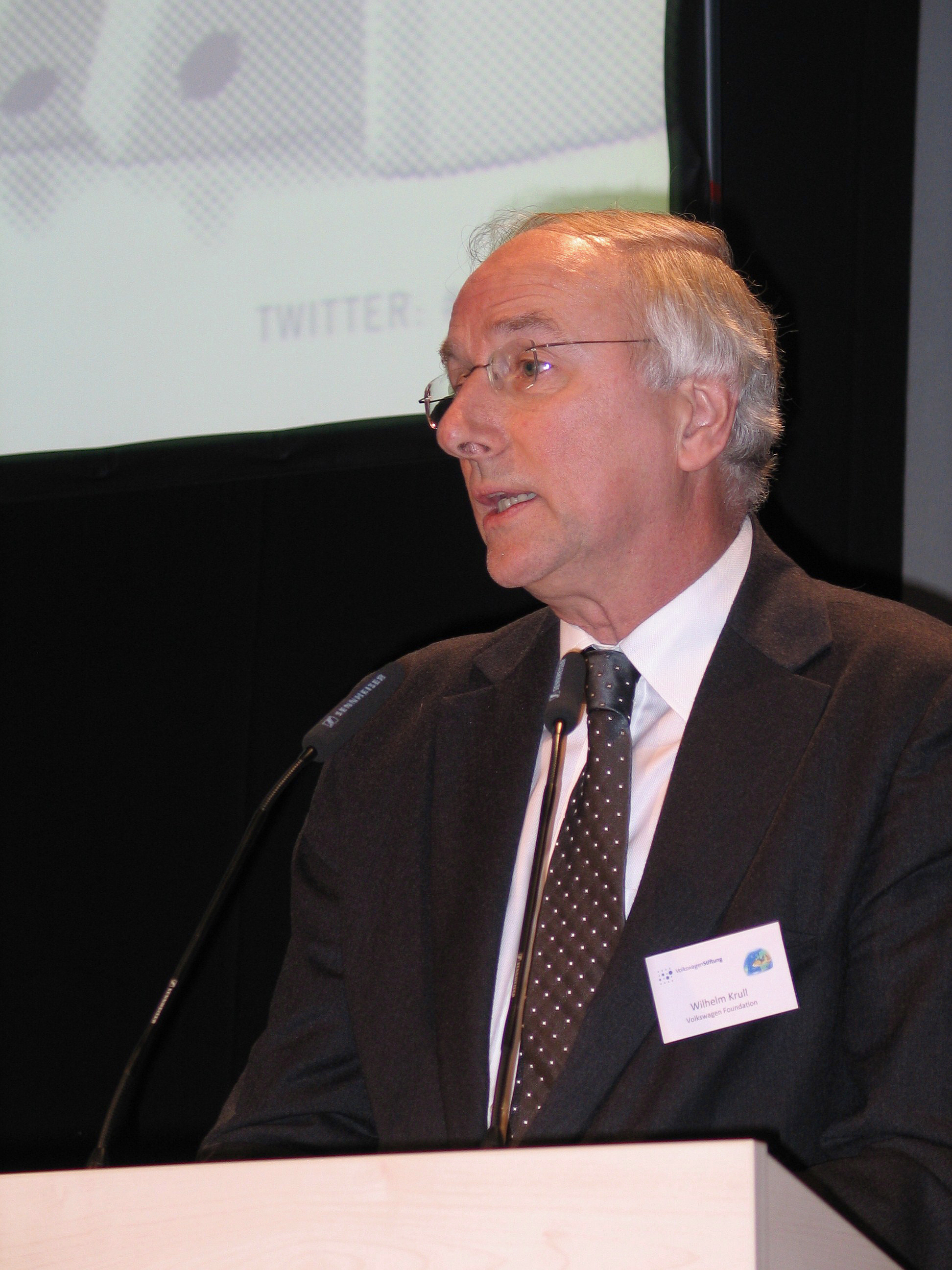
Wilhelm Krull 2012, während einer Rede zu den Grenzen des Wachstums

Wilhelm Krull (* 19. Februar 1952 im Emsland) ist ein deutscher Wissenschaftsmanager. Von 1996 bis 2019 war er Generalsekretär der Volkswagenstiftung in Hannover. Von 2003 bis 2005 war er Vorsitzender des Vereins großer europäischen Stiftungen (The Hague Club); von 2006 bis 2008 Vorsitzender des europäischen Stiftungsverbandes (European Foundation Centre) und von 2008 bis 2014 Vorstandsvorsitzender des Bundesverbandes Deutscher Stiftungen.

## Leben und Wirken
Krull studierte Germanistik, Philosophie, Pädagogik und Politikwissenschaft in Bremen und Marburg und promovierte anschließend. Danach war er für vier Jahre DAAD-Lektor an der Universität Oxford und in führenden Positionen beim Wissenschaftsrat und in der Generalverwaltung der Max-Planck-Gesellschaft tätig. Von 1996 bis 2019 war Wilhelm Krull Generalsekretär der Volkswagenstiftung. Er ist Gründungsdirektor der Denkfabrik The New Institute in Hamburg.
Neben seinen beruflichen Tätigkeiten in der Wissenschaftspolitik und Forschungsförderung nahm und nimmt er zahlreiche Funktionen in nationalen, ausländischen und internationalen Gremien wahr, unter anderem der OECD, der EU, des BMBF, der Max-Planck-Gesellschaft und des Wissenschaftsrates. Von 2005 bis 2006 leitete er die Expertenkommission zur Vorbereitung der Exzellenzinitiative. Auch im Ausland war er vielfach als wissenschaftspolitischer Ratgeber tätig, etwa in Dänemark, Schweden, Österreich, Großbritannien, Irland, Spanien und der Schweiz sowie in China, Kanada, Singapur und Südafrika.
Wilhelm Krull war auch Vorsitzender des Stiftungsrats der Georg-August-Universität Göttingen; 2019 war er Vorsitzender der Findungskommission für die Neuwahl eines neuen Universitätspräsidenten. Im Zusammenhang mit der gescheiterten Wahl von Sascha Spoun trat er im August 2019 von allen Göttinger Universitätsämtern zurück.

## Ehrungen und Auszeichnungen
- 2001: Leibniz-Medaille der Akademie der Wissenschaften und der Literatur Mainz
- 2007: Nordstern-Orden
- 2009: Ehrensenator der Universität Konstanz
- 2010: Niedersächsischer Staatspreis gemeinsam mit Ulrich Tukur[4]
- 2012: Honorarprofessur der Faculty of Arts & Sciences der Washington University in St. Louis[5]
- 2012: Ehrenmitglied der Academia Europaea[6]
- 2016: Ehrendoktorwürde Staatliche Ilia-Universität[7]
- 2019: Foreign Membership der Königlich-Schwedischen Akademie der Ingenieurwissenschaften und Honorary Fellowship von St. Edmund Hall, University of Oxford[8]
- 2022: Leibniz-Medaille der Berlin-Brandenburgischen Akademie der Wissenschaften
- 2023: Großes Verdienstkreuz der Bundesrepublik Deutschland[9]

## Publikationen (Auswahl)
- Die vermessene Universität : Ziel, Wunsch und Wirklichkeit. Passagen Verlag, Wien 2017, ISBN 978-3-7092-0256-2.
- mit Joachim Wolschke-Bulmahn (Hrsg.): Unser Herrenhausen 2030 – Geschichte und Perspektiven : Herrenhausen-Matinee 2015. AVM Edition, München, 2016, ISBN 978-3-95477-064-9.
- als Herausgeber: Krieg – von allen Seiten. Prosa aus der Zeit des Ersten Weltkrieges. Wallstein Verlag, Göttingen 2013, ISBN 978-3-8353-1346-0.
- Research and Responsibility – Reflections on Our Common Future. Europäische Verlagsanstalt, Hamburg 2011, ISBN 978-3-86393-010-3.
- Zukunft stiften – Kreativität fördern. UVK, Konstanz, 2010, ISBN 978-3-87940-826-9.
- als Herausgeber: Zukunftsstreit. Velbrück Wissenschaft, Weilerswist 2000, ISBN 3-934730-17-5.
- mit Frieder Meyer-Krahmer (Hrsg.): Science and Technology in Germany. John Harper Publishing, London 1999, ISBN 0-9536278-3-7.
- Eine Stiftungsuniversität für die Wissensgesellschaft in: Horst Kern (Hrsg.): Die Georgia Augusta als Stiftungsuniversität. Vandenhoeck & Ruprecht, Göttingen 2003, ISBN 3-525-82649-4, S. 20–37.
- Nurturing innovation – new opportunities for European foundations. In: EFFECT Magazine. Vol.1 Issue 3, Autumn 2007, EFC, S. 14–15 (PDF; 1.7 MB)
- Encouraging Change: European foundations funding research. In: Norine Macdonald, Luc Tayart de Borms: Philanthropy in Europe. A Rich Past, a Promising Future. Alliance Publishing Trust, London 2008, ISBN 0-9558804-0-8, S. 245–244.
- Wilhelm Krull, Markus Gabriel, Christoph Horn, Anna Katsman, Corine Pelluchon, Anna Luisa Lippold und Ingo Venzke. Auf dem Weg zu einer Neuen Aufklärung: Ein Plädoyer für zukunftsorientierte Geisteswissenschaften, The New Institute. Interventions, Hamburg 2022, ISBN 978-3837666359